# Local-area augmentation system

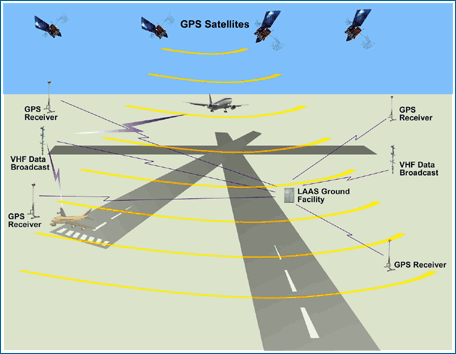
Architektura LAAS.

LAAS – local-area augmentation system je komunikační systém určený pro přistávání letadel založený na technologii diferenční korekce signálu GPS.

## Vlastnosti
- lokální omezení (vždy pro dané letiště vybavené tímto systémem)
- „all-weather“ (navrženo, aby fungovalo za každého počasí, včetně nulové viditelnosti)
- jedná se o upřesňující systém (augmentation system) vylepšující údaje získané z jiného pozičního systému (GPS)
- řeší některé „problémy“ GPS, které se vyskytují při jeho využití v letecké dopravě (vysoká rychlost, potřeba instantní odpovědi, …)
- přesnost LAAS byla v roce 2001 horizontálně 16 m a vertikálně 4 m; do té doby byla vylepšena na odchylku menší než 1 m
- určené pro civilní leteckou dopravu – pro vojenské letectví je určen systém JPALS (Joint Precision Approach and Landing System).

## Fungování
Architektura LAAS sestává z lokálních přijímačů, rozmístěných až desítky kilometrů v okolí letiště. Tyto přijímače posílají data centrální pozice letiště. Tato data se zpracují a vyšle se informace o korekci pozice s použitím datového spojení VHF (velmi krátké vlny – 108–118 MHz). Přijímač na palubě letadla použije tuto informaci pro upřesnění signálů, které dostává přes GPS, a následně je může zobrazit na displeji Instrument Landing System pro přesné přiblížení. Organizace ICAO tento systém nazývá GBAS (Ground Based Augmentation System).